# Alfred Wiener (Architekt)

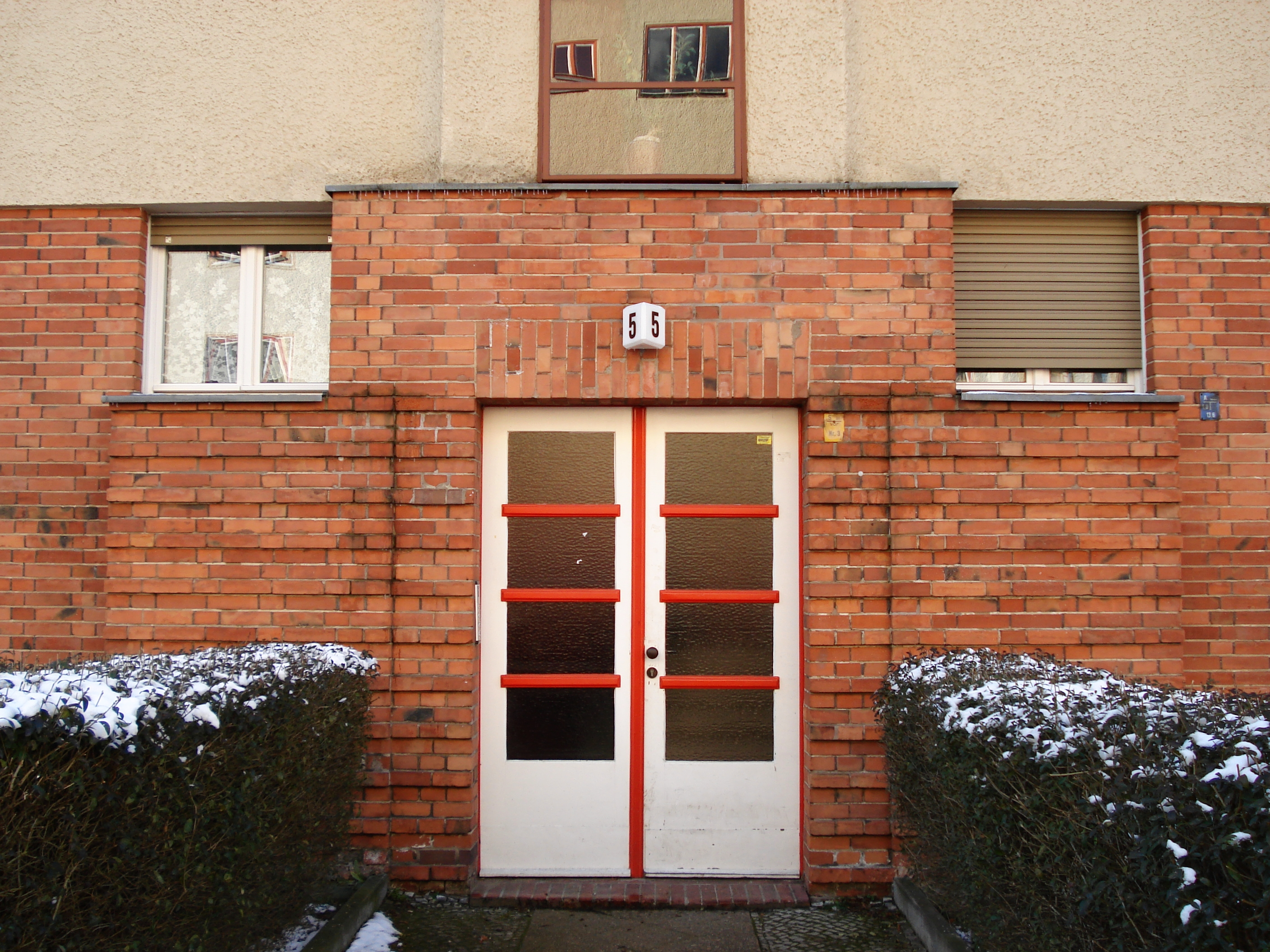
Hauseingang Dusekestraße 5 in Berlin-Pankow, Architekten: Hans Jaretzki und Alfred Wiener (1928)

Alfred Wiener (* 9. August 1885 in Berlin; † um 1977 in Tel Aviv) war ein deutsch-jüdischer Architekt.

## Leben
Wiener besuchte das Friedrichswerdersche Gymnasium in Berlin. Nach dem Abitur studierte er acht Semester Hochbau an der Technischen Hochschule (Berlin-)Charlottenburg, an der Technischen Hochschule München und an der Technischen Hochschule Dresden. In Dresden bestand Wiener im Herbst 1909 die Diplom-Hauptprüfung. Danach war er einige Monate im Berliner Architekturbüro Heilbrun und Seiden tätig. Im Frühjahr und Sommer 1910 hielt Wiener sich mehrere Monate lang zu Studienzwecken in Paris, London, Brüssel und Antwerpen auf, wo er sich mit der Architektur der dortigen Waren- und Geschäftshäuser befasste. Mit seiner Dissertation über Bau und Einrichtung von Warenhäusern wurde er im Dezember 1910 an der Technischen Hochschule Dresden zum Dr.-Ing. promoviert. Seine Dissertation erschien 1912 in erweiterter Form im Ernst Wasmuth Verlag unter dem Titel Das Warenhaus, Kauf-, Geschäfts-, Büro-Haus.
Nach etwa einem halben Jahr Mitarbeit in einem Berliner Baugeschäft machte Wiener sich im Sommer 1911 selbständig. Er entwarf und plante mehrere große Mehrfamilienwohnhäuser im damaligen Berliner Vorort Wilmersdorf, zum Beispiel das Haus Brandenburgische Straße 40 (mit Paul Müller), und leitete den Umbau unter anderem von Geschäftshäusern, beteiligte sich an Architekturwettbewerben und führte innenarchitektonische Entwürfe aus.
1914 richtete er die Architektur-Abteilung der Sonderausstellung „Der Kaufmann“ auf der im Mai 1914 eröffneten Internationalen Ausstellung für Buchgewerbe und Graphik (Bugra) in Leipzig aus.
In den Jahren von 1911 bis 1914 veröffentlichte Wiener mehrere Artikel in Architektur-Fachzeitschriften wie der Berliner Architekturwelt, Bauwelt und der Neudeutschen Bauzeitung. Er schrieb auch Beiträge zu Sammelwerken, vor allem über Waren- und Geschäftshausbau.
Er war Mitglied des Deutschen Werkbunds und arbeitete am Werkbundjahrbuch 1913 mit.
Während des Ersten Weltkriegs war Wiener zunächst 1914–1915 beim Roten Kreuz, dann bis Juni 1916 im Reichsausschuss der Kriegsbeschädigten-Fürsorge in der Abteilung für Kriegsbeschädigtenansiedlung tätig. Von Juli 1916 bis Dezember 1918 stand Wiener im Heeresdienst, als Soldat wurde er nach Berlin kommandiert, wo er ab dem Sommersemester ein vor dem Ersten Weltkrieg begonnenes Studium der Volkswirtschaftslehre wieder aufnahm, aber nicht abschloss. Nach seiner Entlassung aus dem Heeresdienst bearbeitete Wiener mehrere Siedlungsprojekte, schrieb für verschiedene Architektur- und Wohnungs- sowie sozialpolitische Zeitschriften und lehrte als Dozent an der Volkshochschule Wilmersdorf und an der Humboldt-Akademie.
Ab Oktober 1919 war er Abteilungsleiter im Wohnungsamt der Stadt Berlin. Seit Dezember 1919 war er Mitglied im Architekten- und Ingenieur-Verein zu Berlin (Mitgliedsnummer 7247).
Von 1925 bis 1930 unterhielt Wiener zusammen mit seinem Schwager, dem Architekten Hans Sigmund Jaretzki, ein Architekturbüro in dem von Wiener entworfenen Haus Brandenburgische Straße 40 in Berlin-Wilmersdorf. Nach anderen Quellen war das Architekturbüro im Haus Kantstraße 5 in Berlin-Charlottenburg untergebracht. Sie entwarfen unter anderem um 1927 ein Geschäftshaus  in Stahlskelettbauweise in Berlin-Prenzlauer Berg, eine Wohnanlage in Berlin-Pankow und ein Wohnhaus in Berlin-Prenzlauer Berg. Zu den gemeinsamen architektonischen Werken von Wiener und Jaretzki zählen:
- 1925–1927: Mehrfamilienwohnhaus in Berlin-Schmargendorf, Ilmenauer Straße 2/2a (unter Denkmalschutz[4])
- 1928: Wohnbebauung in Berlin-Pankow, Florastraße 63–64, Dusekestraße 1–8 (unter Denkmalschutz[5])
- 1929–1930: Garagen-Anlage mit Wohnungen in Berlin-Pankow, Stubbenkammerstraße 7 (unter Denkmalschutz[6])
- 1930: Siedlung Weißensee der GeWoSüd in Berlin-Weißensee, Jacobsohnstraße, Pistoriusstraße 70–77, Seidenberger Straße 1–14 und 20–33 (mit Jakobus Goettel und Werner Berndt)

Für ihre Wettbewerbsentwürfe einer Synagoge an der Klopstockstraße in Berlin-Tiergarten von 1929 und zur Neugestaltung des Reichskanzlerplatzes (heute: Theodor-Heuss-Platz) von 1930 erhielten sie jeweils den dritten Preis. Ab 1930 gingen Jaretzki und Wiener getrennter Wege.
Nach Definition der Nationalsozialisten galt Wiener als „Volljude“. Er war Mitglied der Jüdischen Gemeinde zu Berlin. Sein Antrag auf Mitgliedschaft in der Reichskammer der bildenden Künste wurde abgelehnt, womit er seinen Beruf nicht mehr selbständig ausüben konnte.
1938 flüchtete Alfred Wiener mit seiner kranken Tochter nach Palästina. Seine Ehefrau und seine Schwiegermutter, die in Deutschland blieben, wurden deportiert und im Konzentrationslager ermordet. Alfred Wiener starb um 1977 in Tel Aviv.

## Schriften
- Das Warenhaus, Kauf-, Geschäfts-, Büro-Haus. Ernst Wasmuth, Berlin 1912. (mit Vorwort von Cornelius Gurlitt) (online als PDF-Dokument)
- Das französische Warenhaus im Gegensatz zum deutschen. In: Berliner Architekturwelt. Nr. 11, Februar 1913, S. 431–437 (zlb.de)..
- Das Warenhaus. In: Deutscher Werkbund, Jahrbuch 1913. S. 43–54.  (Textarchiv – Internet Archive)
- Sparbauten. In: Die Kunst, Monatsheft für freie und angewandte Kunst, Jahrgang 1919 (40. Band / XXII. Jahrgang), S. 125. (Textarchiv – Internet Archive)